# うめぼしの謎
『うめぼしの謎』（うめぼしのなぞ）は、三笠山出月による4コマ漫画作品。『月刊少年ギャグ王』（エニックス・当時）にて、1994年5月号（創刊号）から1996年12月号にかけて連載された。全2巻。2002年に大都社から全1巻で復刻された。通称『うめ謎』。

## 概要
元々は1993年のエニックス主催の4コマ漫画大賞に入選した作品であり、1994年の『月刊少年ギャグ王』創刊にあたって連載化された。吉田戦車の『伝染るんです。』のブームを受けて漫画誌に増殖した「シュールな4コマ漫画」のひとつであるものの、それと同時に『超兄貴』にも影響を受けており、独特の世界観を持っていた。
連載当初は順調に執筆していたが、1995年4月号にて4コマ漫画なのにもかかわらずカラー＆ページ倍増という偉業を達成したが、この回をきっかけに締め切りが危うくなる。同年9月号では梶原あやとの合作4コマを発表したが、この頃には1日で全ページ描くことも少なくなかったという。「本当の締め切り」（後述）ギリギリに入稿していた回も多く、キャラクターのセリフはもとより、通常は編集者が手掛ける煽り文句や「ファンレター募集」の部分まで写植なしの手書きで掲載する回もあった。
実験的な手法の4コマが多いのが特徴で、主に、「コマの形を変える」、「コマなし」、「コマが吹き出しになる」、「豪華額縁入り」、「ワイド版」、「ワイド版2（5コマ）」、「月刊なのに週刊化」、「4コマ目をルパンに盗まれる」、「4コマ目を担当編集者に描かせようとする」、「4コマ目を読者に描かせる（マルチエンディング）」などがある。
また、最大の特徴であるのが欄外の落書きであり、当初は本当の落書きだったが、徐々にメッセージ性の強い文章になっていった。同誌で連載していた他の漫画家の罵倒や、編集部と揉めた話など、書いていいのかと思うような事を次々と書き、エニックス専務との言い争いに至っては漫画家を侮辱するものとして「落書きのストライキ」を起こした。
一部の落書きはコーナー化され、その中でもメインだったものに担当編集者飯田義弘の面白エピソード「飯田伝説」がある。漫画家の卵（当時）曾我あきお（現：五十嵐あぐり）が1995年、21世紀マンガ大賞の授賞式上で飯田に自己紹介された際に初対面にもかかわらず「ああ、あの暴言はく人」と暴言を吐くなど強い影響力があった。また、読者が作られてもいないコーナー宛てにハガキを送ってきたために生まれたファンレター紹介「強者ファンレター」があった。
また自虐的な内容も多く、受かるか分からない時点で大学受験の事を描いたり、一人暮らしを始めた際の苦労など多岐に渡った。その中でも一番多かったのが「締め切り」に関するものだった。時には締め切り当日の朝の実況中継的なものがあり、作者がインド旅行に行く直前の回の最後の1ページは、もはや実況中継と漫画が融合したスピード感のある殴り書きになっていた。
落書きは他の漫画家にも影響を与え、同誌で連載していた丹羽俊晴も同様に独自に読者コーナーを立ち上げていた。
この手の落書きは通常単行本化された場合にはなかったことにされるのが常だが、落書き人気を受けて、加筆修正を加えて収録することになり、その際、落書きが見やすいようにという理由で、同誌の漫画がB5サイズで統一されていた中、「うめぼしの謎」のみA5サイズで発行されていた。
2020年、ヤングキングBULL2月号で本作の再録小冊子が特別付録になる。大都社版を一部加工した表紙で、“完全版”の文字が残っているものの抜粋版である。新規描き下ろし、作者コメント等は無い。

## 主なキャラクター
メインキャラクター
ムササビがモデル。連載前は「ジョージ」と名付ける予定だったが、同誌に梶原あやの『殺し屋ジョージ』があったため却下された。名前はないが、便宜上「むささび」と呼ばれている。細い目と眉毛とバッテンの口が特徴。ミッフィーではない。
第二メインキャラクター
連載前は「ヘンリー」と名付ける予定だったが、上記の煽りを受けて、彼にも名前がない。むささびと一緒に出て突っ込み役になる事が多いため、便宜上「相棒」と呼ばれている。犬とも猫ともつかない見かけ。
スーパーサブ的キャラクター
気味が悪いという理由で没になっていたのを編集部に無断で出演させたもので、彼にも名前がない。爺臭い外見と口調が特徴、動物キャラクターの中では珍しく服を着ている。猫に近い。
新入り君
つまらないネタの再利用を目的に作られたキャラ。メインキャラクターと・第二メインキャラクターを「先輩」として慕うものの、人気投票で嫌いなキャラ部門第1位に選ばれた。動物キャラで初めて名前がある。犬に近い。
エスパーさん
超能力はあるものの、使い方や使いどころをことごとく間違えるエスパー。頭がイカの形に似ている。
K
常時覆面を着用している執事。場にそぐわない効果音や効果線を出して主人を惑わせる。無口。
ゴロンボ警部
刑事コロンボがモデル。犯人に手錠をかけることに執念を燃やしている。行動パターンは「刑事の格好いいシーンをやりたい」であり、謎の粉をなめて麻薬と判断しようとするシーンもある（ただし、彼は麻薬がどんな味か知らない）。
保坂刑事
正式にアナウンスされてはいないが、下記のキャラがいるため『月刊少年ガンガン』初代編集長保坂嘉弘がモデルとみられている。ゴロンボの優秀な部下であり相棒。
飯田氏
初代担当編集者飯田義弘がモデル。敏腕編集者。様々なネタで好き勝手に使われていて、その全てが異様なくらいキャラ立ちしている。人気投票で3位。単行本1巻に顔写真が掲載されたが、写真うつりが異常に悪く、読者からの苦情が多かったため、その後ネタとしてしばしばリアルに描かれていた。
主食戦隊おにぎり5
戦隊モノのパロディ。サケ・うめ・おかか・こんぶ・シーチキンマヨネーズの5人からなる。勝負方法は「味」。「おにぎりロボ」という合体ロボを持っている。人気投票で戦隊としては8位だが、サケのみ単独でも得票し9位になっている。
兄貴
ゲーム『超兄貴』がモデル。作者が無類の兄貴好き、筋肉好きだったらしく、ここぞとばかりに出ていたこともあった。連載していた雑誌の読者コーナーの兄貴絵に対してのコメントを、作者が枠外に入れたりもしていた。
殺し屋・正二
『殺し屋ジョージ』のパロディ。極悪非道な全身黒衣装の殺し屋。
ラバーマン
ゴム人間。
電球
メインキャラクターと同じ顔をしている裸電球。無言ではあるが感情はあり、汗をかいたり怒ったりする。作者によると「部屋の中であることを示す為の記号」だが、人気投票で2位になっている。

## エピソード
- 作品投稿前、タイトルが思い付かず、弟に作品を見せて決めさせたという。「メインキャラクターの口が梅干しを食べているようだから」という理由でタイトルが「うめぼしの謎」になった[11]。連載決定時、タイトルが意味不明という理由で編集部に変更させられそうになったが全て却下し、そのまま押し通した。この際、初代担当編集者飯田義弘が提案した「ボランティアカツ丼」[12]は雑誌連載時に通常1ページコマ外上部に書かれる「編集者による煽り文」に転用され、その後も煽り文が全て駄洒落（一発ギャグ）で貫かれることになった。単行本化の際にこの手の煽り文は外されるのが常だが、単行本にもそのまま収録されている。2代目担当はこれを嫌がり、「もう、やーめた」として普通の煽り文に変更した。
- 『月刊少年ギャグ王』1995年9月号で、『殺し屋ジョージ』を連載していた梶原あやと4コマ漫画を合作。一方が1コマ目・2コマ目を描き、もう一方が3コマ目・4コマ目を描いて完成させるというもの。なお、この合作は『殺し屋ジョージ』の単行本にのみ収録された。翌月には「一人合作」（「三笠山」と「出月」が同様の手法で合作する）という合作パロディを行ったが、単行本化された際に「一人合作」のみ収録され、落書きでも「前号の人気を受けて」としか説明されていないために、単行本初読では意味がまったく分からない現象が起きている。完全版でもこの現象は解消されていない。
- 単行本第2巻が出る直前に、飯田義弘が担当を外れる。後任の担当編集者[13]が三笠山の書き文字を解読できず、担当初回の号で誤植が大量発生する事態になる。その直後、作者がインド旅行に行く際にもはや下書きレベルでもない単なる殴り書きを掲載。それとほぼ同時に最悪のタイミングで単行本第2巻が発売される。巻末のオマケ漫画「三笠山出月の極悪マンガ家への道」は、実際に作品を生み出す漫画家は編集者より立場が上であり、できるだけ編集者には逆らって自分の作風を確立していくべき。編集者が隠している「本当の締め切り」のギリギリまでのところまで粘ってネタを考えて、なおかつ原稿を落とさないでこそ極悪漫画家であり、そういう漫画家が増えれば自分は目立たなくなるという趣旨のものだった。インド旅行から帰国後、2回で連載を打ち切られ、最終回は欄外の落書きを一切禁じられた。編集部あるいは上層部との関係が致命的に悪化したのが理由とみられる。
- 最終回は、主要キャラクターのうち動物キャラクターによる漫画・アニメ・ドラマの最終回のパロディが連発された後、最後の2ページで話が大きく展開する。主要キャラクターのうち人間キャラクターが大きな陰謀を匂わせる展開を繰り広げる。最後の1ページで最終回の夢を見ていたメインキャラクターが布団から飛び起き、夢オチかと読者に一瞬思わせた直後に、背景が徐々に消えていき、メインキャラクターもまた最終回であることを悟る。メインキャラクターは最期に読者に向けてあるメッセージを呟きながら消滅する、という4コマ漫画とは思えないメッセージ性の強いドラマチックな展開になっている。後に作者の公式サイトが立ち上がった際、最終回の最後のページのみ無料公開されていた。

## 単行本
- うめぼしの謎（全2巻・エニックス）

落書き人気を受けて新規に落書きを加筆。表カバー折り返しに著者近影と似顔絵と一行コメント、裏カバー折り返しに担当編集者近影と似顔絵と著者の一行コメントをもじった駄洒落を掲載。献辞も1巻では「三笠山出月に捧ぐ」、2巻では「飯田義弘に捧ぐ」になっている。飯田が担当が外れることがなかったら、近影写真に女装したものが使われる構想があった。また1巻の単行本化の際に、気に入らなくなった作品や他の漫画家とネタがかぶっていた作品を多数差し替えている。なお、1巻ではそれぞれの回に数字にちなんだサブタイトルが付けられたが、2巻では行われなかった。
- 蔵出し うめぼしの謎 完全版（全1巻、大都社）

2001年3月に復刊ドットコムに登録され、2002年12月に復刻。エニックス版全2巻に、最終回までの単行本未収録作品、4コマ漫画大賞入選作品、単行本の広告漫画、雑誌掲載のイラスト、公式サイトで発表された新作一編を含む書き下ろし漫画、梶原あやとの新作合作などを加えた内容。カバー下には、キャラクターの細かい設定が書かれている。完全版と銘打たれているものの、前述の1巻の単行本化時に差し替えられた4コママンガ、梶原あやとの最初の合作、1・2巻の書き下ろしマンガ、単行本に寄せたあとがき文章、編集者によるコメントなどは未収録。また一部落書きが加筆・削除されている。

## 関連サイト
- 作者公式サイト「うめじゅく」（閉鎖中）